# Bryum sabuletorum
Bryum sabuletorum là một loài rêu trong họ Bryaceae. Loài này được Broth. & Cardot mô tả khoa học đầu tiên năm 1923.